# Самофинансирование
Самофинанси́рование — экономический термин, характеризующий возможность и необходимость самостоятельно принимать решение относительно источников обеспечения денежными средствами для простого и расширенного воспроизводства предприятия. Часто под самофинансированием понимается финансирование деятельности предприятия с использованием только собственных средств предприятия (амортизации и прибыли).
Самофинансирование как экономическая категория широко начал применяться в процессе хозяйственной реформы в 1987 году в СССР. Фактически попытка перевода предприятий на самофинансирование была предпринята ещё в годы НЭПа. Однако большую часть советского периода управления народным хозяйством действовал принцип централизованного финансирования. Централизованное финансирование предполагало отсутствие у социалистических предприятий самостоятельности в использовании заработанных средств. Прибыль (вся или часть) у предприятий изымалась государством и перераспределялась в дальнейшем между отраслями, между предприятиями одной отрасли.
С лета 1987 г. самофинасирование, как принцип деятельности предприятия был провозглашён как один из основных наряду с двумя другими: самоокупаемость и самостоятельность. Начался перевод предприятий на самоокупаемость, самостоятельность и самофинансирование (концепция так называемых трёх «С»).
В условиях рыночных отношений самофинансирование как принцип деятельности независимого от государства предприятия, фирмы является одним из основных